# Temporada 1920-1921 del Liceu
La temporada 1920-1921 del Liceu havia de començar el dissabte 27 de novembre amb l'estrena de l'òpera Quo Vadis? del compositor francès Jean Nouguès, però un problema amb la frontera francesa va impedir que arribessin els lleons que havien de participar en l'espectacle, pel que es va ajornar la inauguració fins l'endemà. Els lleons, aportats per un tal monsieur Marcel, van resultar ser més mansos que determinats divos i dives del teatre, segons va explicar l'empresari Joan Mestres a les seves memòries.
L'excel·lent soprano Tina Poli-Randaccio va triar per cantar aquella temporada dues òperes que feia mig segle que no es representaven al Liceu i que havien estat molt populars a la seva època: Ernani de Verdi i Lucrezia Borgia de Donizetti.
| Temporada 1920-1921 del Liceu |                     |                  |                   | |           |                            |
| Òpera                         | Compositor          | Director musical | Director d'escena | Papers principals | Producció | Dates                      |
| Quo Vadis?                    | Jean Nouguès        | Jean Nouguès     |                   | Mathilde Saïman, Simone Logier, Eugenio de Folco, Caro Lucas, Maurice Oger, Henry Dangés, Fernand Baer, Romain Carbelly, Georgette Faraboni, Nilés,         |           | 28 de novembre             |
| Aida                          | Giuseppe Verdi      | Giuseppe Baroni  |                   | Tina Poli-Randaccio, Rosita Pagani, Guiseppe Campioni, Luís Almodóvar, Torres de Luna                                                                       |           | 4 de desembre              |
| Madama Butterfly              | Giacomo Puccini     | Josep Sabater    |                   | Elena Lucci, Tamaki Miura, Vitto Kytai, Purita Taboada, Vicenç Gallofré, Conrad Giralt, Antoni Oliver, Luis Almodóvar                                       |           | 7, 12, 15, 16, 20 desembre |
| La Gioconda                   | Amilcare Ponchielli | Giuseppe Baroni  |                   | Tina Poli-Randaccio, Elena Lucci, Rosita Pagani, Luís Almodóvar, Torres de Luna                                                                             |           | 11 de desembre             |
| Un ballo in maschera          | Giuseppe Verdi      | Giuseppe Baroni  |                   | Giuseppe Campioni, Luigi Montesanto, Tina Poli-Randaccio, Rosina Pagani, Enriqueta Aceña, Ramon Bataller, José Torres de Luna, Conrad Giralt, Antoni Oliver |           | 18, 19 desembre / 1 gener  |
| Lucrezia Borgia               | Gaetano Donizetti   |                  |                   | Tina Poli-Randaccio, Elena Lucci, Joan Nadal, Marcel Journet                                                                                                |           | 18 de desembre             |
| Rigoletto                     | Giuseppe Verdi      | Josep Sabater    |                   | Mario Cortada (24 desembre) / Joan Nadal (26, 29 desembre), Luigi Montesanto, Ada Sari, José Torres de Luna, Elena Lucci                                    |           | 24, 26 i 29 de desembre    |
| Parsifal                      | Richard Wagner      |                  |                   | Lilly Hafgren, Bejar Camino, Walter Kirchhoff, Cesare Formichi, Gaudio Mansueto, Gustav Shutzendorf, Conrad Giralt                                          |           |                            |
| Thaïs                         | Jules Massenet      |                  |                   | Madeleine Bugg, Cesare Formichi |           | febrer                     |
| Tristany i Isolda             | Richard Wagner      | Otto Klemperer   |                   | Richard Schubert, Julius Gless, Gabriele Englerth, Marcel Journet, Ramon Bataller, Conxita Callao, Vicenç Gallofré, Conrad Giralt                           |           |                            |
| Cavalleria Rusticana          | Pietro Mascagni     |                  |                   | Tina Poli Randaccio, Elena Lucci, Pura Taboada, Giuseppe Campioni, Mario Basiola                                                                            |           |                            |